# Гемізигота
Гемізиго́та (грец. hemi — половина і зигота) — диплоїдний організм, який має тільки одну дозу певного гена, який завжди проявляється. Зазвичай гемізиготний стан характерний для генів у статевих хромосомах гетерогаметної статі. Наприклад у чоловіків в статевих Х-хромосомах деякі гени не мають другий алелі в хромосомах, і ознака визначається не парою алельних генів, а одним алелем. Рецесивні алелі проявляються в гемізиготному стані. Оскільки в людей гемізиготними по Х-хромосомі є чоловіки, то саме у них частіше проявляються хвороби зумовлені такими генами — гемофілія, дальтонізм тощо.
Гемізигота
1. Містить гени які розміщенні тільки в Х або Y хромосомі.
2. Завжди 2n (диплоїдна).
3. Рецесивна ознака проявляється